# Louise Ellebæk
Louise Hansegaard Ellebæk (født 10. marts 1998) er en dansk håndboldspiller, der spiller for SønderjyskE Håndbold i Damehåndboldligaen. Hun kom til klubben i 2022 efter fire sæsoner i Silkeborg-Voel KFUM. 
Hun er lillesøster til Tobias Ellebæk, der pt. spiller for KIF Kolding.